# Никола Манолов
Никола Манолов Манолов е български лекар и политик от БКП.

## Биография
Роден е на 8 март 1916 г. в Мъглиж. От 1931 г. е член на БОНСС, а от 1944 г. и на БКП. Завършва медицина. След 9 септември 1944 г. е началник на отдел в Министерството на народното здраве. Бил е главен секретар на Министерски съвет. В периода 1971 – 1975 г. е началник на кабинета на председателя на Държавния съвет на Народна република България. Между 1971 и 1981 г. е кандидат-член на БКП, а от 1981 до 1990 г. е член на ЦК на БКП. През 1976 г. става секретар на Държавния съвет на НРБ и остава такъв до 1990 г. Секретар е на парламентарната група на БКП в Седмо народно събрание. Носител е на ордени „Георги Димитров“ и орден „13 века България“ и почетното звание „Герой на социалистическия труд“.